# Kazimierz Dolny (plaats)
Kazimierz Dolny is een stad in het Poolse woiwodschap Lublin, gelegen in de powiat Puławski, aan de oevers van de Wisła rivier. De oppervlakte bedraagt 30,42 km², het inwonertal 3618 (2005).
Het is een toeristische trekpleister en een van de prachtigst gesitueerde kleine steden in Polen. In de 16de eeuw en eerste helft van de 17de eeuw kende Kazimierz Dolny grootste welvaart door de handel in granen langs en over de rivier Wisła. Nadat die handel daalde (of misschien zelfs dankzij de dalende handel) heeft de stad zijn stedelijke plan en verschijning van de Renaissance weten te bewaren. Sinds de 19de eeuw is het een populaire Poolse bestemming geworden, voor zowel kunstenaars als vakantiegangers.

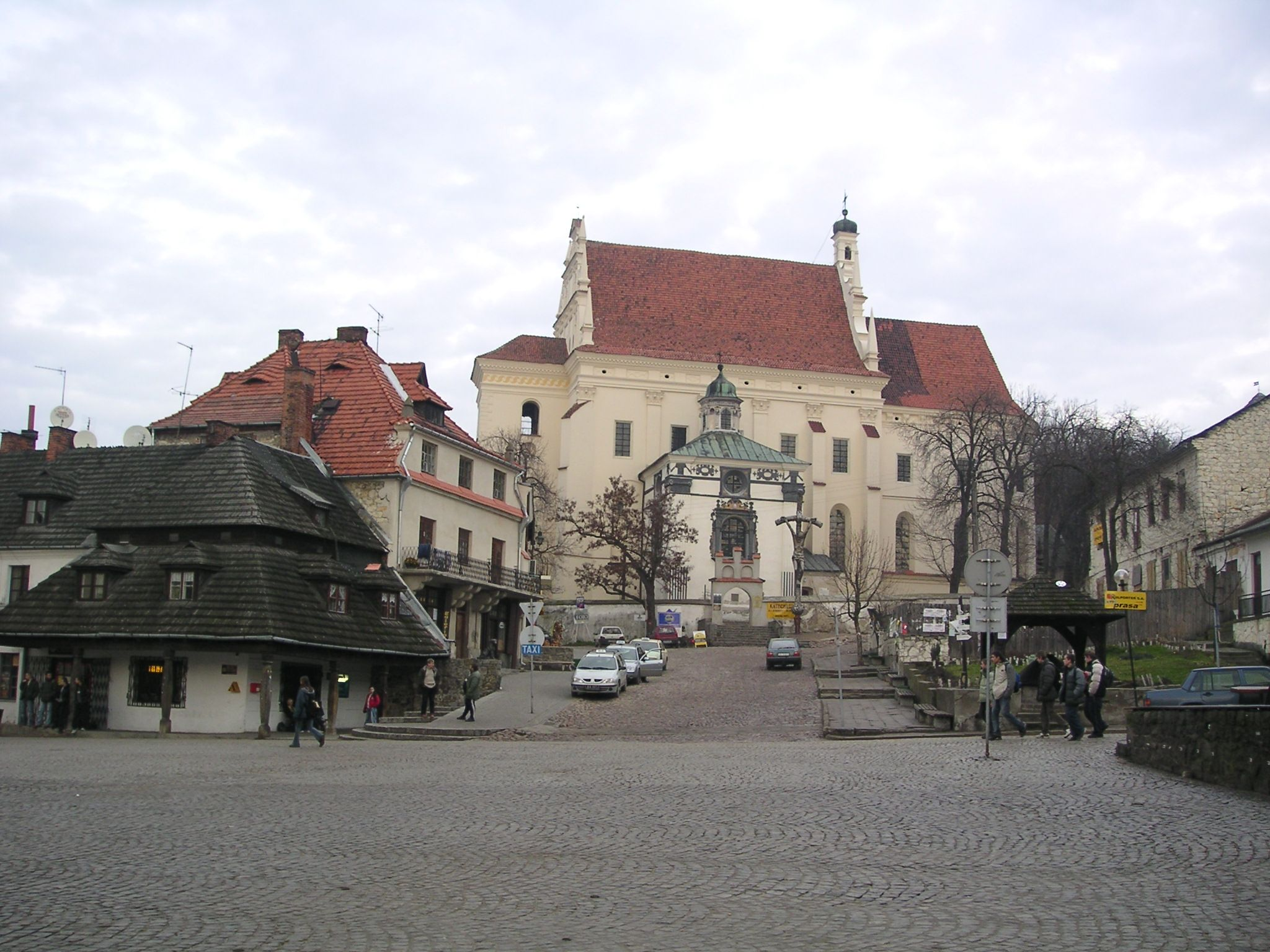
Kazimierz Dolny